# NGC 1707
NGC 1707 is een groep van vier sterren in het sterrenbeeld Orion. Het hemelobject werd op 8 januari 1828 ontdekt door de Britse astronoom John Herschel, en kan aanzien worden als telescopisch asterisme.

## Synoniemen
- IC 2107